# Paddy Barnes
Patrick „Paddy“ Gerard Barnes, MBE (* 9. April 1987 in Belfast, Nordirland) ist ein ehemaliger irischer Profiboxer im Fliegengewicht. Als Amateur vertrat er Irland im Halbfliegengewicht bei den Olympischen Spielen 2008 in Peking und den Olympischen Spielen 2012 in London, wo er jeweils eine Bronzemedaille gewann.

## Amateurkarriere

### Nationale Erfolge
Barnes begann im Alter von elf Jahren mit dem Boxen und kämpfte für den Boxclub Holy Family ABC in Belfast. 2005 wurde er Irischer Juniorenmeister und gewann im selben Jahr auch eine Bronzemedaille bei den nationalen Meisterschaften der Erwachsenen. 2006 wurde er bereits Vizemeister.
In den Jahren 2007, 2008, 2009, 2010, 2011, 2012 und 2014 wurde er Irischer Meister im Halbfliegengewicht.

### Commonwealth
Bei den Commonwealth-Meisterschaften 2005 in Schottland sicherte er sich nach knapper Halbfinalniederlage gegen Mo Nasir eine Bronzemedaille. 2007 in England gewann er dann die Goldmedaille mit einem Finalsieg gegen Nanao Singh.
Bei Commonwealth Games startete er erstmals 2006 in Australien und schied noch im Viertelfinale aus. 2010 in Indien und 2014 in Schottland gewann er dann jeweils die Goldmedaille durch Finalsiege gegen Jafet Uutoni und Devendro Singh.

### Europa
2010 in Russland ging er erstmals bei Europameisterschaften an den Start und gewann die Goldmedaille durch Siege gegen István Lakatos, Tommy Stubbs, Kelvin de la Nieve und Elvin Məmişzadə.
2013 in Belarus kam er gegen Ashley Williams, István Ungvári und Salman Əlizadə erneut ins Finale, wo er jedoch aufgrund einer im Kampf gegen Əlizadə erlittenen Nasenverletzung nicht antreten durfte. Dadurch wurde Dawid Airapetjan kampflos Europameister.
Darüber hinaus gewann Barnes die Silbermedaille bei den EU-Meisterschaften in Polen nach Finalniederlage gegen Pál Bedák.

### Weltmeisterschaften und Olympische Spiele
Bei den Weltmeisterschaften 2007 in Chicago schied er nach drei Siegen erst im Viertelfinale gegen Zhou Shiming aus. Er war damit für die Olympischen Spiele 2008 in Peking qualifiziert, wo er durch ein Freilos gleich im Achtelfinale einstieg und dort José Meza bezwang. Im Viertelfinale schlug er Łukasz Maszczyk und zog ins Halbfinale ein, wo er erneut gegen Zhou Shiming unterlag. Er stieg daher mit einer Bronzemedaille aus den Spielen aus. Bei der WM 2009 in Mailand und der WM 2011 in Baku schied er dann jeweils bereits im ersten Kampf gegen Peter Mungai bzw. Mark Barriga aus.
2012 erreichte er den dritten Platz bei der europäischen Olympiaqualifikation in der Türkei, als er gegen István Ungvári und Ştefan Caslarov das Halbfinale erreicht hatte und dort gegen Ferhat Pehlivan unterlag. Damit war er für die Olympischen Spiele 2012 in London qualifiziert, wo er erneut ein Freilos für die Vorrunde erhielt. Durch Siege gegen Thomas Essomba und Devendro Singh erreichte er erneut das Halbfinale und damit die Medaillenränge, wo er wieder gegen Zhou Shiming, wenn auch knapp mit 15:15+, ausschied und Bronze gewann.
Bei der WM 2013 in Almaty schied er im Viertelfinale gegen Jasurbek Latipov aus. Durch sieben Siege in der World Series of Boxing, darunter im letzten gegen Yoel Finol, qualifizierte er sich für die Olympischen Spiele 2016 in Rio de Janeiro. Dort verlor er aber seinen ersten Kampf gegen Samuel Carmona.

### World Series of Boxing
In der Saison 2013/14 startete Barnes erstmals für Italia Thunder in der World Series of Boxing. Er bestritt aber nur einen Kampf, den er gegen Mohamed Flissi von den Algeria Desert Hawks mit 1:2 Punktrichterstimmen verlor. In der darauffolgenden Saison wurde Barnes durchgängig eingesetzt und konnte alle sieben Kämpfe gewinnen. Er führte damit am Ende der Saison die Rangliste im Fliegengewicht an, wodurch er sich für die Olympischen Spiele 2016 qualifizierte.

## Profikarriere
Nach den Olympischen Spielen 2016 wechselte Barnes ins Profilager und wird von Frank Warren promotet. Sein Manager ist Matthew Macklin. Sein Profidebüt gewann er am 5. November 2016 in Belfast. In seinem erst dritten Kampf am 17. Juni 2017 gewann er die WBO-Europameisterschaft im Fliegengewicht gegen Silvio Olteanu. In seinem fünften Kampf sicherte er sich zudem die interkontinentale WBO-Meisterschaft gegen Eliecer Quezada.
Am 18. August 2018 verlor er beim Kampf um die WBC-Weltmeisterschaft im Fliegengewicht gegen Cristofer Rosales. Im März 2019 verlor er dann auch überraschend nach Punkten gegen Oscar Mojica. Nach einer weiteren Niederlage am 11. Oktober 2019 gegen Jay Harris, erklärte Barnes im November 2019 seinen Rücktritt vom Boxsport.